# 微國家與對主權的追尋
《微國家與對主權的追尋》(英語：Micronations and the Search for Sovereignty)是一本由澳大利亞憲法法律專家哈利·霍布斯（Harry Hobbs）和喬治·威廉斯（George Williams）於2021年出版的書籍，探討微國家及其法律地位。該書從學術角度出發，是少數研究微國家運動的著作之一，也是最早主要聚焦於微國家法律面向的書籍。書中探討了國家地位的定義、微國家在國際法中的地位、人們宣稱建立微國家的動機、微國家社群，以及這些實體模仿主權國家的各種方式。2022年，霍布斯與威廉斯出版了一本面向更廣大讀者群的書籍，名為《如何統治你的國家：微國家的奇妙世界》。

## 背景與出版
微国家是指一些宣稱獨立並模仿主權國家的行為，但卻缺乏任何法律認可的政治實體。 根據《柯林斯英語詞典》，許多微國家僅「存在於網路上或其成員的私人財產中」 ，並致力於模擬一個國家的運作，而非獲得國際認可；它們的活動通常無威脅性，往往使得主權國家不會積極爭議其所提出的領土主張。從法律角度而言，「微國家」這個詞在國際法中並無任何依據。
《微國家與主權追尋》由澳大利亞律師及法律學者哈里·霍布斯（Harry Hobbs）與喬治·威廉姆斯（George Williams）合著。霍布斯是雪梨科技大學法學院的副教授，而威廉姆斯則是新南威爾士大學的教授及規劃與保證副校長。兩位作者皆專精於國際法； 其中霍布斯是一位人權律師，而威廉姆斯則是一位澳大利亞憲法法律教授。自2021年4月22日以來，霍布斯與威廉姆斯已在學術期刊上聯合發表了多篇有關微國家的文章。在該書出版之前，霍布斯於2020年曾撰文探討澳大利亞原住民主權及原住民的期望。 《微國家與主權追尋》採取學術視角撰寫，是少數探討微國家的著作之一，也是最早主要聚焦於其法律地位的書籍。
最早關於微國家主義的書籍是1979年由自由意志主義科幻作家厄文·S·斯特勞斯（Erwin S. Strauss）所著的《如何創立你自己的國家》，該書記錄了各種主權實踐方法及其成功的可能性。 隨後出版了兩部法語作品——1997年由作家及歷史學家布魯諾·富利尼（Bruno Fuligni）撰寫的《我就是國家：私人君主制、幻想公國與其他海盜共和國的歷史》和2000年由法國微國家研究院創始人及負責人法布里斯·奧德里斯科（Fabrice O'Driscoll）撰寫的《他們並未在聯合國就座》，後者詳述了600多個微國家。2006年，旅遊指南出版商孤獨星球發行了《私人国家：孤独星球自制国家指南》，這本幽默的地名辭典介紹了各個微國家及其位置、國旗、郵票和其他相關資訊。
儘管學術界對微國家主義的興趣有限，但對這一現象（被稱為微國家）的研究自2010年代以來逐漸興起，並且名為 Shima 與Transformations 的兩本期刊經常刊登有關微國家的文章。《微國家與主權追尋》由劍橋大學出版社於2021年12月23日以電子書形式出版，並於2022年1月以精裝本與平裝本形式發行。該書作為劍橋大學出版社《劍橋憲法法律研究》系列的一部分，由大衛·迪岑豪斯（David Dyzenhaus）和托馬斯·普爾（Thomas Poole）編輯，全書共256頁。

## 內容
該書包含六個章節、一個序言、一個關於所討論微國家的附錄，以及完整的索引。
第一章《倫納德王子備戰》
刻畫了數位微國家主義者及其宣佈獨立的理由。該章標題指的是赫特河公國的倫納德·喬治·卡斯利王子曾宣佈對澳大利亞開戰，隨後又取消宣戰，因為他認為一個在戰爭中保持不敗的國家必須得到認可。
第二章《國家地位與微國家》
探討了國際法中對國家地位的定義、法律認可、原住民族國以及對主權的嘗試性定義（例如蒙得維的亞公約）。霍布斯與威廉姆斯得出結論，主權的意義本質上是主觀的。他們指出，「微國家」並無正式或法律上的定義，並將該詞定義如下：微國家是那些主張獨立並模仿主權行為，彷彿它們是一個主權國家，但卻缺乏任何法律認可的政治實體。他們進一步區分了微國家與有限承認國家、準國家及自治的原住民族國，認為前者在國際法上缺乏存在的法律依據。
第三章《動機》
對第一章內容的補充，探討了微國家主義者建立自己微國家的動機及所受的影響。
第四章《履行主權》
探討微國家如何透過創造自己的貨幣、護照和郵票來模擬國家的運作，並探討了微國家間以及整個微國家社群之間的外交互動。
第五章《各國回應》
涉及各國及世界各國政府對微國家的反應。霍布斯與威廉姆斯指出，多數微國家通常不被予以關注，因為它們對所在國家的主權構成的威脅極小；而那些個別從事犯罪活動（如逃稅）的微國家主義者，則會以公民身份在法庭上受到處理，而不會被視作分裂運動的一部分而獲得認可。
第六章(最後一章)《微國家主義的未來》
作者探討微國家持續運作的現狀以及微國家社群的延續性。

## 反響
《微國家與主權追尋》因其對微國家的法律性且不輕視的學術探討而獲得正面評價。撰寫《Shima》期刊的文森特·比庫多·德·卡斯特羅（Vicente Bicudo de Castro）以及《Alternative Law Journal》的法律博士候選人馬克·弗萊徹（Mark Fletcher）都讚賞霍布斯與威廉姆斯對微國家在分裂運動問題上所做的嚴謹分析。卡斯特羅指出，他從未在其他關於微國家的著作中見過如此法律觀點，並引用了《孤獨星球自製國家指南》以及2015年的《分裂吧！從阿布哈茲到桑給巴爾：分裂運動及立國意向者全指南》(Let's Split! A Complete Guide to Separatist Movements and Aspirant Nations, from Abkhazia to Zanzibar)作為對比。弗萊徹與卡斯特羅皆盛讚霍布斯與威廉姆斯對微國家的定義十分有用，儘管南安普敦大學政治學教授、為《Small States & Territories》撰稿的傑克·科爾貝特（Jack Corbett）不喜歡該書僅對主權定義進行膚淺分析，且大多暗示國家地位具有主觀性。
作者對各微國家的詳細描述，並非僅僅聚焦於其合法性主張，也獲得了讚揚。科爾貝特表示，這使得整本書多了一份令人愉悅的「輕鬆感」。相對地，弗萊徹認為霍布斯與威廉姆斯若能從微國家主義者的角度更深入探討其通過法律手段來主張合法性的努力，將更為完善。儘管如此，他指出，有關微國家主張的一個潛在問題在於如何將有效的法律主張與「帶有法律色彩的胡言亂語」區分開來，而這正是一個霍布斯與威廉姆斯「極為出色」地探討的問題。卡斯特羅認為，作者對微國家主張合法性的分析優於斯特勞斯在《如何創立你自己的國家》(How to Start Your Own Country)中的分析。
該書對學者，特別是對微國家感興趣者的實用價值廣受認同；科爾貝特堅稱《微國家與主權追尋》無疑是微國家主義的「權威著作」。卡斯特羅則認為，這本書應被視為進一步探討該主題的基礎。弗萊徹表示，霍布斯與威廉姆斯在分析大量灰色文獻以搜集足夠資料進行「學術討論」方面，表現得令人欽佩。
2022年8月15日，霍布斯在澳大利亞國立大學法學院主辦的一場線上講座上，對《微國家與主權追尋》進行了討論與總結。 此外，針對大眾讀者而作的續作《如何統治你自己的國家：微國家那奇異而精彩的世界》(How to Rule Your Own Country: The Weird and Wonderful World of Micronations)於2022年11月由新南威爾士大學出版社出版，作為霍布斯與威廉姆斯的後續著作。 

### 引用來源
1. 1 2 3  Hobbs, Harry; Williams, George. . National Library of Australia.   [2022-10-24]. OCLC 1287748134. （原始内容存档于2022-10-21）.
2. ↑  Sawe, Benjamin Elisha. . World Atlas. World Facts. 2017-04-25  [2023-06-29]. （原始内容存档于2021-02-07）.
3. ↑  . . HarperCollins. 2023  [2023-06-29]. （原始内容存档于2023-03-06）.
4. ↑  Oeuillet, Julien. . The Brussels Times. 2015-12-07  [2023-06-29]. （原始内容存档于2016-01-13）.
5. ↑  Moreau, Terri Ann.  (PDF) (学位论文). University of London: 138. 2014  [2023-06-29]. （原始内容存档 (PDF)于2022-10-24）.
6. ↑  Grant, John P.; Barker, J. Craig (编). .  3. Oxford University Press: 378. 2009  [2023-06-29]. ISBN 978-0-195-38977-7. （原始内容存档于2023-03-06） –Oxford Reference.
7. ↑  . University of Technology Sydney. n.d.  [2023-07-04]. （原始内容存档于2023-03-12） （英语）.
8. ↑  . University of New South Wales. n.d.  [2023-07-04]. （原始内容存档于2023-04-02） （英语）.
9. 1 2 3 4 5 6 7 8 9 10 11 12  de Castro, Vicente Bicudo.  (PDF). Shima (Shima Publishing). 2022-03-11, 16 (1): 421–425  [2022-10-24]. doi:10.21463/shima.159. （原始内容存档 (PDF)于2023-02-26）.
10. ↑  Ribeiro, Celina. . The Guardian. 2022-11-07. How to Rule Your Own Country by Harry Hobbs and George Williams  [2023-06-29]. （原始内容存档于2023-06-03）.
11. ↑  . Open Publications of UTS Scholars (OPUS). University of Technology Sydney. n.d.  [2023-06-29]. （原始内容存档于2023-05-09）.
12. ↑  Kaias, Andrew; Nadia, Stojanova. . Law in Context. 2022-09-09, 38 (1)  [2023-06-29]. （原始内容存档于2023-02-28）.
13. 1 2 3 4 5  Fletcher, Mark. . Alternative Law Journal (SAGE Publishing). 2022-10-18, 47 (4): 316–320. S2CID 212905634. doi:10.1177/1037969X221134364.
14. 1 2  McDougall, Russel. . Fumagalli, Maria Cristina; Hulme, Peter; Robinson, Owen; Wylie, Lesley  (编). . Liverpool University Press. 2013-09-15: 233. ISBN 978-1-84631-8-900. doi:10.5949/liverpool/9781846318900.003.0010.
15. 1 2  Vieira, Fátima. . Marks, Peter; Wagner-Lawlor, Jennifer A.; Vieira, Fátima  (编). . Springer International Publishing. 2022: 282. ISBN 978-3-030-88654-7. doi:10.1007/978-3-030-88654-7_22.
16. ↑  Foucher-Dufoix, Valérie; Dufoix, Stéphane.  [Can the homeland be virtual?]. Pardés (In Press). February 2012, 52: 17  [2023-10-31]. （原始内容存档于2023-08-13） –Cairn.info （法语）.
17. ↑  Ferguson, Bennie Lee.  (PDF) (学位论文). Wichita State University: 37. 2009  [2023-08-08]. （原始内容存档 (PDF)于2023-03-06）.
18. ↑  Hobbs, Harry; Williams, George.  (eBook). Cambridge University Press. 6 January 2022  [2022-10-24]. ISBN 9781009150125. （原始内容存档于2022-10-24）. Published online by Cambridge University Press: 23 December 2021
19. ↑  Hobbs, Harry; Williams, George. . Cambridge University Press. January 2022  [2023-02-28]. （原始内容存档于2023-02-28）.
20. 1 2 3 4  Corbett, Jack. . Small States & Territories (University of Malta: Islands and Small States Institute). May 2022, 5 (1): 229–230  [2022-10-24]. （原始内容存档于2022-10-24）.
21. ↑  Hobbs, Harry; Saunders, Imogen. . ANU College of Law. Australian National University. 2022-08-15  [2022-10-24]. （原始内容存档于2022-10-24）.
22. ↑  Bongiorno, Frank. . Australian Book Review (450). January 2023  [28 February 2023]. （原始内容存档于2023-01-18）.
23. ↑  Caterson, Simon. Steger, Jason , 编. . The Sydney Morning Herald. The Booklist. 6 January 2023  [2023-01-18]. （原始内容存档于2023-01-18）.

### 主要來源
1. ↑  Hobbs & Williams 2021，"copyright page"
2. ↑  Hobbs & Williams 2021，"front matter"
3. ↑  Hobbs & Williams 2021，第1–19頁
4. ↑  Hobbs & Williams 2021，第20–81頁
5. ↑  Hobbs & Williams 2021，第82–125頁
6. ↑  Hobbs & Williams 2021，第126–161頁
7. ↑  Hobbs & Williams 2021，第162–200頁
8. ↑  Hobbs & Williams 2021，第201–220頁